# Kozma Béla (meteorológus)
Kozma Béla (Bácsfeketehegy, 1908. december 8. – Budapest, 1996. január 8.) magyar meteorológus.

## Életpályája
1929-ben szerzett érettségit Kecskeméten a református gimnáziumban. Ezután a Pázmány Péter Tudományegyetem Bölcsészettudományi Karán matematika-fizika szakot végzett. 1933-ban tette le a szakvizsgáit, ezután tartalékos katonai szolgálatra vonult be. 1935. szeptember 17-én középiskolai tanári oklevelet szerzett. Az ezt követő években tanárként dolgozott. 1939. október 1-én került Szegedre a Ferenc József Tudományegyetem Kísérleti Fizikai Intézetbe gyakornoki helyre.
1940-ben az egyetem Kolozsvárra települt és ő is követte a tanszéket. 1942. január 1-ével átlépett a Honvéd Repülő Időjelző Kiképző Századhoz, ahol először kiképzésen kellett részt vennie Bognár Kálmán parancsnoksága alatt. 1942. júliusban már szolgálatra osztották be Budaörsön. 1942. október 1-jével Kassára vezényelték a Repülőakadémiára, ahol oktatási feladatokat is kapott. 1943. május 10-én hadműveleti területre helyezték át szolgálatra, Harkovba. 1944. februárjában visszahelyezték századosi rangban a Budaörsi repülőtérre. 1945. február 8-án, amikor a front átvonult a dél-budai területen, beosztottjaival együtt civil ruhába öltöztek át, megelőzve a szovjet csapatok megérkezését. 1945. május 25-én már a HM Légügyi Osztályán előadóként teljesített szolgálatot 1946. augusztus 31-ig, amikor az osztály megszűnt. 1946-ban az OMFI dolgozójaként ismét Budaörsön kapott beosztást, majd a nemzetközi légiforgalom megindításától a Ferihegyi repülőtérre került, ahol 1955-ig maradt.
1955-ben a Pestszentlőrinci Obszervatóriumba került kutatói beosztásban. Fő kutatási területe a szélnyomás görbe számítási módszereinek kidolgozása volt. 1957. július 11-én a Tudományos Minősítő Bizottság a fizikai (meteorológiai) tudományok kandidátusává nyilvánította.
1960. október 1-én természettudományi doktori címet szerzett a Budapesti Eötvös Loránd Tudományegyetemen. 1969. december 31-én vonult nyugdíjba, de 1972 végéig kapott rendszeres megbízásokat a kutatásai folytatására.
1977-ben a Magyar Meteorológiai Társaság tiszteleti tagja lett.
1995-ben Pro Meteorologia emlékplakettel tüntette ki a környezetvédelmi miniszter. 1996. január 8-án hunyt el Budapesten, 87 éves korában. Hamvait a Farkasréti temetőben helyezték örök nyugalomra.